# Labracoglossa
Labracoglossa es un género de peces de la familia Kyphosidae, del orden Perciformes. Este género marino fue descrito por primera vez en 1866 por Wilhelm Peters.

## Especies
Especies reconocidas del género:
- Labracoglossa argenteiventris W. K. H. Peters, 1866
- Labracoglossa nitida McCulloch & Waite, 1916